# Superman 3
Pour l’article homonyme, voir Superman (homonymie).
Série Superman (1978-1987)
Superman 2
(1980) Superman 4
(1987)
Pour plus de détails, voir Fiche technique et Distribution.
Superman 3 est un film de super-héros britanno-américain réalisé par Richard Lester et sorti en 1983. C'est le troisième volet de la série avec Christopher Reeve dans le rôle-titre.
Dans ce troisième opus, August Gorman, un homme sans argent et sans talent, se découvre un don pour l'informatique. Ross Webster, patron d'une puissante société et génie du mal à ses heures perdues, entend utiliser son génie pour dominer le monde grâce aux ordinateurs, et détruire Superman. Ce dernier se retrouve bientôt exposé à une kryptonite artificielle qui transforme sa personnalité et en fait un être maléfique.

## Synopsis
Le conglomérat Webscoe, basé à Metropolis, engage Gus Gorman, un programmeur informatique talentueux. Il détourne les fonds de son employeur en faisant du"salami slicing", ce qui le porte à l'attention du PDG Ross Webster. Webster est intrigué par le potentiel de Gus à l'aider financièrement. Webster, sa sœur Vera et la petite amie de Webster, Lorelei, font chanter Gus pour qu'il l'aide. Au Daily Planet, Clark Kent convainc Perry White de le laisser, lui et Jimmy Olsen, visiter Smallville pour la réunion du lycée de Clark, tandis que sa collègue journaliste et l'intérêt romantique non partagé de Clark, Lois Lane, part en vacances aux Bermudes. En route, en tant que Superman, Kent éteint un incendie dans une usine chimique contenant de l'acide beltrique instable, qui produit des vapeurs corrosives lorsqu'il est surchauffé. Lors de la réunion, Clark retrouve son amie d'enfance Lana Lang, une divorcée avec un jeune fils nommé Ricky. Clark est harcelé par Brad Wilson, son ancien tyran et ex-petit ami de Lana. Plus tard, alors qu'il fait un pique-nique avec Lana, Superman sauve un Ricky inconscient d'être menacé par une moissonneuse-batteuse.
Furieux du refus de la Colombie de faire affaire avec lui, Webster ordonne à Gus de commander à Vulcan, un satellite météorologique américain, de créer une tornade pour détruire la récolte de café colombienne, permettant à Webster de s'accaparer le marché. Gus se rend à Smallville pour utiliser une filiale de Webscoe pour reprogrammer le satellite. Bien que Vulcain crée une tempête dévastatrice, Superman la neutralise. Voyant Superman comme une menace pour ses plans, Webster ordonne à Gus de fabriquer de la Kryptonite. Gus utilise Vulcain pour localiser et analyser les débris de Krypton. Comme l'un des éléments de la Kryptonite est inconnu, il le substitue au goudron. Lana convainc Superman d'apparaître à la fête d'anniversaire de Ricky, mais Smallville en fait une fête de la ville. Gus et Vera, déguisés en officiers de l'armée, donnent à Superman la Kryptonite défectueuse en récompense. Bien que cela n'ait pas d'effet immédiat, Superman devient égoïste, et commet alors de petits actes de vandalisme comme redresser la tour penchée de Pise et souffler la flamme olympique. Gus demande à Webster de construire le supercalculateur le plus sophistiqué au monde ; le PDG est d'accord, si Gus crée une crise énergétique en dirigeant tous les pétroliers vers le milieu de l'océan Atlantique. Lorsque le capitaine d'un pétrolier insiste pour maintenir son cap d'origine, Lorelei séduit Superman, le persuadant de détourner le pétrolier et de percer sa double coque, provoquant une marée noire. Les méchants décampent vers l'emplacement du superordinateur à Glen Canyon.
Superman souffre d'une dépression nerveuse et se divise en deux êtres : le Superman noir immoral et corrompu et le moral et aux manières douces Clark Kent. Les deux se battent dans une casse, Clark finissant par vaincre son moi maléfique. Retrouvant sa raison, Superman répare les dégâts qu'il a causés lors de la marée noire et se dirige vers l'ouest pour s'occuper des méchants. Après s'être défendu contre l'explosion de roquettes et d'un missile ASALM, Superman affronte Webster, Vera et Lorelei. Le supercalculateur identifie la faiblesse de Superman et libère un faisceau de Kryptonite pure. Culpabilisé et horrifié par l'idée de "passer à l'histoire comme l'homme qui a tué Superman", Gus détruit le rayon Kryptonite avec une hache de pompier. Superman s'échappe, mais l'ordinateur prend conscience de lui- même, se défendant contre les tentatives de Gus de le désactiver. L'ordinateur transforme Vera en cyborg qui attaque son frère et Lorelei avec des faisceaux d'énergie qui les immobilisent. Superman revient avec de l'acide beltrique, qui, selon le superordinateur, n'est pas dangereux. La chaleur intense émise par le supercalculateur rend l'acide volatil, le détruisant. Superman quitte Webster et ses copains pour les autorités et dépose Gus dans une mine de charbon de Virginie-Occidentale, le recommandant à l'entreprise en tant que programmeur informatique. En tant que Clark, Superman rend visite à Lana après son déménagement à Metropolis. Un Brad ivre attaque Clark en croyant qu'il lui proposait, mais le journaliste le bat sans révéler son identité secrète. Le nouveau travail de Lana en tant que secrétaire de Perry White surprend Lois Lane, qui revient de ses vacances avec un article sur la corruption aux Bermudes, et a un nouveau respect pour Clark après avoir lu son histoire. Avant de déjeuner avec Lana, Superman restaure la tour penchée de Pise et s'envole vers le lever du soleil pour de nouvelles aventures.

## Fiche technique
Sauf indication contraire, les informations mentionnées dans cette section peuvent être confirmées par les bases de données cinématographiques IMDb et Allociné,  présentes dans la section « Liens externes ».
- Titre original et français : Superman III[1]
- Réalisation : Richard Lester
- Scénario : David Newman et Leslie Newman, avec la participation non créditée de Mario Puzo, d'après les personnages créés par Jerry Siegel et Joe Shuster
- Musique : Ken Thorne, Giorgio Moroder
- Direction artistique : Brian Ackland-Snow, Terry Ackland-Snow et Bert Davey
- Décors : Peter Murton
- Costumes : Evangeline Harrison
- Photographie : Robert Paynter
- Son : Roy Charman, Gerry Humphreys, Robin O'Donoghue
- Montage : John Victor-Smith
- Production : Pierre Spengler
  - Production déléguée : Ilya Salkind et Alexander Salkind
  - Production associée : Robert Simmonds
- Sociétés de production[2] :
  - Royaume-Uni : Dovemead Films et Cantharus Productions
  - États-Unis : Major Studio Partners
- Sociétés de distribution : Warner Bros. (États-Unis) ; Columbia-EMI-Warner (Royaume-Uni) ; Warner Bros. (France)
- Budget : 39 millions de $[3]
- Pays de production :  Royaume-Uni,  États-Unis
- Langues originales : anglais, italien, espagnol
- Format[4] : couleur
  - 35 mm - 2,39:1 (Cinémascope) - son Dolby stéréo
  - 70 mm - 2,20:1 (Panavision 70) - son 70 mm 6-Track
- Genre : science-fiction, action, aventures, comédie, super-héros
- Durée : 125 minutes
- Dates de sortie[1] :
  - États-Unis, Québec : 17 juin 1983[5]
  - Royaume-Uni : 19 juillet 1983
  - France : 10 août 1983
- Classification[6] :
  - Royaume-Uni : pour un public de 8 ans et plus - accord parental souhaitable (PG - Parental Guidance)[7]
  - États-Unis : des scènes peuvent heurter les enfants - accord parental souhaitable (PG - Parental Guidance Suggested)
  - France : tous publics (conseillé à partir de 8 ans)[8],[9]
  - Québec : tous publics (G - General Rating)[5]

## Distribution
- Christopher Reeve (VF : Pierre Arditi) : Superman / Clark Kent / Kal-El
- Richard Pryor (VF : Med Hondo) : August Gorman
- Robert Vaughn (VF : Gabriel Cattand) : Ross Webster
- Annette O'Toole (VF : Martine Messager) : Lana Lang
- Annie Ross (VF : Nita Klein) : Vera Webster
- Pamela Stephenson (VF : Monique Thierry) : Lorelei Ambrosia (Ambroisi en VF)
- Jackie Cooper (VF : Michel Gudin) : Perry White
- Marc McClure (VF : Éric Legrand) : Jimmy Olsen
- Gavan O'Herlihy (VF : Pierre Hatet) : Brad Wilson
- Paul Kaethler : Ricky Lang
- Margot Kidder (VF : Perrette Pradier) : Lois Lane
- Nancy Roberts (VF : Maryse Meryl) : l'employé du chômage
- Graham Stark (VF : Antoine Marin) : l'aveugle
- Henry Woolf : l'homme manchot
- Al Matthews (VF : Sady Rebbot) : le chef des pompiers
- Shane Rimmer (VF : Michel Derain) : l'agent de Police faisant barrage
- Barry Dennen (VF : Robert Bazil) : Dr McClean
- Enid Saunders (VF : Lita Recio) : Minnie Bannister
- Robert Henderson (VF : Roger Crouzet) : Simpson
- R.J. Bell (VF : Antoine Marin) : M. Stokis
- Pamela Mandell (VF : Anne Jolivet) : Mrs Stokis
- Gordon Signer (VF : René Bériard) : le maire de Smallville
- Robert Beatty (VF : Henri Poirier) : le commandant du pétrolier
- Chris Malcolm (VF : Bernard Musson) : le 1er mineur
- Larry Lamb (VF : Claude D'Yd) : le 2d mineur

Source et légende : Version française (VF) sur AlloDoublage

## Production

### Genèse et développement
Après la sortie du premier film, Richard Donner a proposé aux producteurs d'écrire avec Tom Mankiewicz les deux suites. Ces scénarios incluaient Brainiac, un androïde, ennemi de Superman, responsable de la miniaturisation de Kandor.
Les producteurs Alexander et Ilya Salkind ne souhaitaient cependant pas poursuivre l'aventure avec Richard Donner.
Ilya Salkind, producteur de la saga, écrit ensuite un nouveau traitement pour le film, qui reprit notamment Brainiac, Mr Mxyztplk ou encore Supergirl, mais cela ne plaisait pas à la Warner. Le scénario raconte que Brainiac découvre Supergirl (de la même manière que la famille Kent découvre le bébé Kal-El). Dans cette histoire, Brainiac l'élève, elle devient méchante puis Brainiac tombe amoureux d'elle.
À la suite du souhait de Richard Pryor de jouer dans un film Superman, David et Leslie Newman écrivent un scénario final incluant le personnage de Gus Gorman, un génie de l'informatique un peu maladroit. Pour expliquer l'absence de Lois Lane tout au long de l'histoire, ils ont également l'idée de recentrer la vie sentimentale de Clark autour de son amour de jeunesse, Lana Lang. Ils ajoutent également un concept dans lequel Superman se bat contre ses propres démons afin d'apporter une touche d'action.

### Attribution des rôles
Alan Alda avait été envisagé pour le rôle de Webster. Le rôle de Lana Lang a été proposé à Jennifer Jason Leigh qui l'a refusé, se sentant trop jeune.
Margot Kidder reprend le rôle de Lois Lane mais n'apparaît que dans deux scènes du film (une au début et une à la fin). Cette décision fut prise en guise de punition envers l'actrice à la suite de sa forte protestation en ce qui concerne le renvoi de Richard Donner sur la production du second volet[réf. nécessaire]. De ce fait dans l'histoire, Lois part en vacances aux Bahamas pour revenir finalement avec un sujet autour d'une affaire de corruption.
Le jeune garçon qui attend devant le photomaton pendant que Clark Kent se change en Superman, est celui qui interprétait Kal-El enfant lorsqu'il sort du vaisseau dans le premier film cinq ans plus tôt. Cet acteur participera pour un petit rôle dans le film Man of Steel.
Au début, le passant qui reçoit de la peinture sur lui ainsi qu'un seau de peinture est le comédien britannique Bob Todd plus connu pour être un des vieux complices de Benny Hill dans ses shows.
Dans ce troisième volet, on retrouve l'acteur Shane Rimmer dans le rôle d'un agent de Police faisant détourner la circulation à cause de l'incendie à l'usine chimique. Rimmer était déjà apparu dans le second film, dans le rôle d'un contrôleur de la NASA.

### Tournage
Le tournage a eu lieu au Canada (Calgary, High River), en Angleterre (Pinewood Studios, Milton Keynes), en Italie et aux États-Unis (Page, Glen Canyon).

## Musique
Bandes originales de Superman
Superman 2
(1980) Superman 4
(1987)
La musique du film est composée par Ken Thorne, déjà présent pour Superman 2. Par ailleurs, on retrouve dans le film des compositions dans le style synthpop de  Giorgio Moroder, notamment pour la séquence de bagarre entre le mauvais Superman et le gentil Clark.
Liste des titres
1. "Main Title (The Streets of Metropolis)" (5:23) [16]
2. "Saving The Factory-The Acid Test" (6:09)
3. "Gus Finds a Way" (0:58)
4. "The Two Faces of Superman" (2:50)
5. "The Struggle Within-Final Victory" (4:16)
6. "Rock On" - Marshall Crenshaw (3:35)
7. "No See, No Cry" - Chaka Khan (3:18)
8. "They Won't Get Me" - Roger Miller (3:20)
9. "Love Theme" - Giorgio Moroder (3:14)
10. "Main Title March" - Giorgio Moroder (4:20)

## Accueil

### Accueil critique
Dans l'ensemble, le film a reçu des critiques assez négatives. Le principal reproche étant la qualité du scénario qui bascule beaucoup trop vers la comédie. On reproche également le fait que Superman s'efface complètement derrière Richard Pryor, qui tend à lui voler la vedette.
Superman III détient un taux d'approbation de 29 % et a une note moyenne de 4,6/10 sur Rotten Tomatoes sur la base de 59 critiques. Le consensus critique du site Web indique : « Lorsqu'il n'abuse pas des gags visuels, du slapstick et de Richard Pryor, Superman III recourt à des points d'intrigue réutilisés des précédents films Superman.»  Le film a une note Metacritic de 44, indiquant des « critiques mitigées ou moyennes » de la part de 13 critiques professionnels.
Le critique de cinéma Leonard Maltin a déclaré que Superman III était une « suite épouvantable qui a détruit tout ce qu'était Superman au nom du rire bon marché et d'un rôle de co-vedette pour Richard Pryor ».  Le film a été nommé pour deux Razzie Awards, dont celui du pire acteur dans un second rôle pour Richard Pryor et celui de la pire musique de film pour Giorgio Moroder.  Le public a également vu le méchant Ross Webster de Robert Vaughn comme un remplaçant inférieur de Lex Luthor .
Christopher John a passé en revue Superman III dans le magazine Ares #16 et a commenté que « comparé au premier film de cette série, tout dans Superman III est une blague, une blague cruelle et dure jouée à tous ceux qui voulaient voir plus du Superman qu'ils ont vu il y a quelques années. »
Colin Greenland a passé en revue Superman III pour le magazine Imagine et a déclaré que « ce qui gâche finalement le plaisir dans Superman III n'est pas l'histoire incohérente ou même la technophobie. Il est simplement surchargé - trop d'idées, trop de gadgets, trop de stars (Pamela Stephenson est complètement gâchée dans un rôle qui aurait été trop stupide pour Goldie Hawn ). Tout le câblage se défait à la fin ; un anticlimax, et qui plus est, un peu précipité. »
Les fans de la série Superman ont attribué une grande part de responsabilité au réalisateur Richard Lester .  Lester a réalisé un certain nombre de comédies populaires  dans les années 1960, notamment A Hard Day's Night des Beatles , avant d'être embauché par les Salkinds dans les années 1970 pour leur série à succès Les Trois Mousquetaires , ainsi que Superman II qui, bien que mieux reçu, a également été critiqué pour ses gags visuels inutiles et son côté burlesque. Lester a rompu avec la tradition en plaçant le générique d'ouverture de Superman III au cours d'une longue séquence burlesque plutôt que dans l'espace.
Le scénario du film, écrit par David et Leslie Newman , a également été critiqué.  Lorsque Richard Donner a été embauché pour réaliser les deux premiers films, il a trouvé les scripts des Newman si déplaisants qu'il a engagé Tom Mankiewicz pour de lourdes réécritures. Puisque Donner et Mankiewicz n'étaient plus attachés, les Salkind étaient libres de porter leur version de Superman à l'écran et ont de nouveau engagé les Newman pour les tâches d'écriture.  Reeve a déclaré dans son autobiographie que le script original du premier Superman contenait tellement de jeux de mots et de gags qu'il risquait de faire gagner à Superman une réputation semblable à celle de Batman associé à la série télévisée kitsch des années 1960 . « Dans une scène de ce scénario, Superman se lance à la poursuite de Lex Luthor, identifié par sa tête chauve, et l'attrape, pour finalement se rendre compte qu'il a capturé Telly Savalas , qui lui demande « Qui t'aime, bébé ? » et lui offre une sucette. Dick [Donner] a éliminé une grande partie de cette ineptie. »
La performance de Reeve dans le rôle d'un homme d'acier corrompu a été saluée, en particulier la bataille dans la casse entre ce Superman nouvellement assombri et Clark Kent.  L'une des critiques positives du film est venue de l'écrivain de fiction Donald Barthelme , qui a loué Reeve comme étant « parfait », décrivant également Vaughn comme « jouant essentiellement William Buckley - toutes ces délicieuses réflexions, ces yeux qui s'ouvrent, ces léchages du coin de la bouche. »

### Box-office
| Pays ou région    | Box-office        | Date d'arrêt du box-office | Nombre de semaines |
| ----------------- | ----------------- | -------------------------- | ------------------ |
| États-Unis Canada | 59 950 623 $      | 5 août 1983                |                    |
| France            | 1 174 974 entrées |                            |                    |

## Distinctions
Entre 1984 et 2012, le film Superman III a été sélectionné 9 fois dans diverses catégories et a remporté 2 récompenses.

### Récompenses
- Prix Satellites 2006 : Prix Satellite du Meilleur ensemble de DVD (Superman Ultimate Collector's Edition).
- Société des critiques de cinéma de Las Vegas 2006 : Prix Sierra du Meilleur DVD (The Superman Ultimate Collectors Edition).

### Nominations
- Académie des films de science-fiction, fantastique et d'horreur - Prix Saturn 1984 :
  - Meilleur acteur pour Christopher Reeve,
  - Meilleure actrice dans un second rôle pour Annette O'Toole.
- Prix Razzie 1984 :
  - Pire second rôle masculin pour Richard Pryor,
  - Pire bande originale pour Giorgio Moroder.
- Prix Schmoes d'or (Golden Schmoes Awards) 2006 : Meilleur DVD / Blu-Ray de l'année (Ultimate Collection).
- Académie des films de science-fiction, fantastique et d'horreur - Prix Saturn 2007 :
  - Meilleure collection DVD (Superman: Ultimate Collector's Edition).
- Académie des films de science-fiction, fantastique et d'horreur - Prix Saturn 2012 :
  - Meilleure collection DVD (Superman: The Motion Picture Anthology (1978-2006)).

## Commentaires

### Version de 1985
En 1985, Paramount Télévision récupère les droits grâce à Viacom et diffuse une nouvelle version du film intitulée Superman III : The Smallville Definitive Cut. Cette nouvelle version inclut un nouveau générique dans l'espace, de nouvelles scènes inédites et une relation plus centrée sur le méchant Superman et Lana Lang[réf. nécessaire].

### Clins d’œil
- Au moment où Clark arrive au bal de réunion des anciens camarades du collège de Smallville, le disc jockey diffuse la reprise par les Beatles de Roll Over Beethoven. Un clin d'œil évident de Richard Lester aux Fab Four que le réalisateur a dirigé dans deux films : Quatre garçons dans le vent (1964) et Help! (1965).
- Dans la scène de l'affrontement entre le gentil Clark et le méchant Superman dans la décharge automobile, on peut apercevoir un poster du film Blade Runner affiché sur le mur d'un petit local.

### Incohérences
On peut relever quelques détails incohérents :
- Dans la séquence du bal de Smallville, on peut voir des photos de Clark et Lana lors de la remise des diplômes avec les visages de Christopher Reeve et Annette O'Toole. Or dans le premier film, les personnages étaient interprétés en tant qu'adolescents par deux autres acteurs : Jeff East et Diane Sherry. Par conséquent, les photos devaient comporter les visages de ceux-ci et non ceux de Reeve et O'Toole. N'oublions pas non plus qu'après le secondaire, Clark a voyagé dans le Grand Nord pour y étudier ses origines kryptoniennes et qu'il y est resté pendant 12 ans[21].
- Après avoir percé la coque du pétrolier, le mauvais Superman débarque au chalet de Ross Webster (au sommet de son immeuble) et passe la nuit avec Lorelei. Plus tard, une fois qu'il s'est débarrassé de son double maléfique et réparé les dégâts sur le bateau, Superman (le vrai) revient au chalet pour rechercher Webster, ce qui tend à prouver qu'il se souvient d'y être déjà venu durant sa période sombre. Paradoxalement, il affirme ne pas connaître Lorelei quand cette dernière le salue dans la grotte.
- Lorsqu'ils lancent une première contre-attaque sur Superman, Webster et ses camarades l'enveloppent dans une bulle pour savoir combien de temps l'homme d'acier peut survivre sans oxygène. Or si ce dernier peut survivre dans l'espace, il est peu probable qu'il puisse s'étouffer dans une bulle.